# Heiligenweg
De Heiligenweg is een straat in de historische binnenstad van Paramaribo, de hoofdstad van Suriname. Zij ligt tussen de Maagdenstraat en de Keizerstraat in en loopt deels parallell aan de Knuffelsgracht.

## Busstation
Tussen de Heiligenweg en de Knuffelsgracht, op de grens met de Waterkant, bevindt zich een busstation. Hier vertrekken bussen van het Nationaal Vervoers Bedrijf naar bestemmingen in het binnenland. De lijnbussen van de Particuliere Lijnbushouders Organisatie (PLO) op de Dr. Sophie Redmondstraat rijden vooral naar bestemmingen in de stad.

## Bouwwerken
De straat werd in 1933 door de Surinaamsche Waterleiding Maatschappij (SWM) aangesloten op het waterleidingnet.
Aan de Heiligenweg staat onder meer de vestiging van het telecombedrijf Telesur en op de hoek met de Maagdenstraat staat de UN Mall.

### Monumenten
De volgende panden in de Heiligenweg staan op de monumentenlijst:
| Omschrijving | Bouwjaar | Adres          | Coördinaten                  | Objectnummer? | Afbeelding                    |
| ------------ | -------- | -------------- | ---------------------------- | ------------- | ----------------------------- |
| woonhuis     |          | Heiligenweg 11 | 5° 49' 31" NB, 55° 9' 25" WL | BPO 052       | Meer afbeeldingen Upload foto |
| woonhuis     |          | Heiligenweg 17 | 5° 49' 31" NB, 55° 9' 25" WL | BPO 053       | Meer afbeeldingen Upload foto |
| woonhuis     |          | Heiligenweg 19 | 5° 49' 31" NB, 55° 9' 26" WL | BPO 054       | Meer afbeeldingen Upload foto |
| woonhuis     |          | Heiligenweg 33 | 5° 49' 34" NB, 55° 9' 27" WL | APO 055       | Meer afbeeldingen Upload foto |
| woonhuis     |          | Heiligenweg 35 | 5° 49' 35" NB, 55° 9' 27" WL | BPO 055       | Meer afbeeldingen Upload foto |
| woonhuis     |          | Heiligenweg 37 | 5° 49' 31" NB, 55° 9' 25" WL | APO 056       | Meer afbeeldingen Upload foto |

## Gedenktekens
Nabij, staan op het Vaillantsplein het Statenmonument en het Carillon en direct om de hoek aan de Waterkant het Monument van de Revolutie.
Aan de Heiligenweg staan de volgende gedenktekens:
| Onderwerp                     | Type       | Kunstenaar          | Onthulling | Locatie                      | Omschrijving |
| ----------------------------- | ---------- | ------------------- | ---------- | ---------------------------- | ------------ |
| Kodjo, Mentor en Present      | plaquette  | onbekend            | 2000       | bij nummer 11                |              |
| Kodjo, Mentor en Present      | plaquette  | onbekend            | 2018       | Kodjo, Mentor en Presentpren |              |
| Standbeeld van Mahatma Gandhi | standbeeld | onbekend, uit India | 1959       | hoek Knuffelsgracht          |              |

|  |  |  |
|  |  |  |

## Stadsbranden van 1821 en 1832

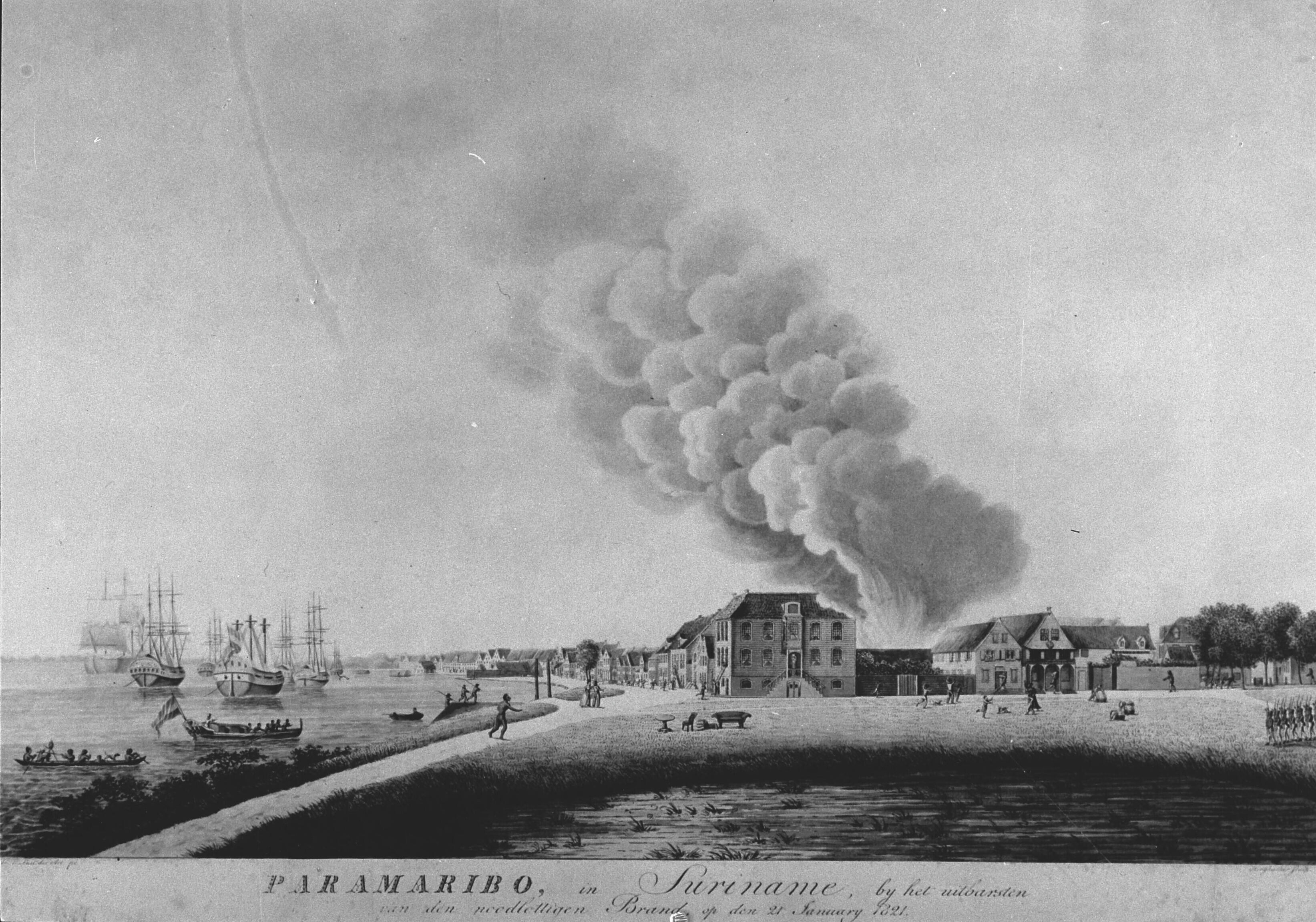
Prent van de stadsbrand van 1821

Op zondagmiddag 21 januari 1821 brak rond half twee brand uit in een huis op de hoek van het Gouvernementsplein en de Waterkant. De brand bleef vervolgens overslaan op andere huizen tot de brand de volgende dag om twaalf uur onder controle was. In tien straten brandden alle huizen af, waaronder in de Heiligenweg. Ook andere straten werden zwaar getroffen. In 1832 brak opnieuw een grote stadsbrand uit die in de Heiligenweg zelf ontstond. Uiteindelijk gingen vijftig panden in rook op. Deze keer ontstond de stadsbrand niet toevallig, maar was deze aangestoken door enkele weggelopen slaven. Drie van hen – Kodjo, Mentor en Present – werden ter dood veroordeeld. Een bijkomend gevolg was dat slaven sindsdien strenger gestraft werden.